# 紫云街道
紫云街道，是中华人民共和国福建省南平市延平区下辖的一个乡镇级行政单位。

## 行政区划
紫云街道下辖以下地区：
中华社区、黄金山社区、华光社区、鼓楼社区、胜利社区、前进社区、三元社区、流芳社区、三官堂社区、文体社区、剑津社区、裕达社区和恒达社区。